# We Are the Others
We Are the Others (с англ. — «Мы иные») — третий студийный альбом нидерландской симфо-метал-группы Delain, выпущенный 1 июня 2012 года на лейбле Roadrunner Records. В первый день продаж альбом вышел в странах Бенилюкса и в Германии.

## История создания
Ещё в 2011 году группа исполняла на концертах песни из будущего альбома: «Manson», «Get the Devil Out of Me» и «Milk and Honey».
Первоначально релиз альбома был запланирован на начало 2012 года, но в связи с покупкой Warner Music Group лейбла Roadrunner Records выход альбома был отложен. Окончательно дата релиза стала известна 26 марта, когда на официальной странице группы в Facebook появилась информация об альбоме, трек-лист и обложка. Песня «Get The Devil Out of Me» стала доступна для онлайн прослушивания на официальном сайте 3 апреля 2012

## Концепция
Альбом не является концептуальным в классическом понимании термина, хотя песня «We Are the Others» и некоторые другие объединены общей темой. В интервью журналу Sonic Cathedral Шарлотта Весселс сообщила, что песня, название которой получил альбом, была вдохновлена убийством Софи Ланкастер.

Помню, когда впервые услышала об этом… Узнала даже не из нидерландских новостей, а просто увидела в интернете… Кто-то снял небольшой фильм про это трагическое событие. Я посмотрела его и расплакалась. Это невероятно печальное событие. После просмотра я ничего не предпринимала в отношении этой темы вплоть до начала работы над альбомом We Are The Others, но идея для текстов песен родилась сразу. Я предполагала написать песню о том «что мы иные» и о чувстве единения. С одной стороны, о гордости за то, кто ты, чем ты отличаешься от других и как ты отличаешься от других. С другой стороны, эта песня для тех самых не понимающих «иных». Мы просто хотели написать песню про понимание.
Оригинальный текст (англ.)I remember when I first heard about it … it wasn’t on Dutch news, I just heard about it through Internet networks and the goth scene … there was this movie made about it, a short film of about four minutes. I saw it, and I just cried. It’s so incredibly sad! After seeing the movie, I didn’t really DO anything with it until we were working on “We Are The Others.” But the basic idea of the lyrics was there. It was just supposed to be a song about “we are the others” and a feeling of togetherness. On the one hand, being proud of whoever you are, whether you divert from the norm in whatever way you divert from the norm. But on the other hand, it is also kind of a song for “others”. We just wanted a song about acceptance.
— Шарлотта Весселс
11 августа 2007 года группой подростков были сильно избиты Софи Ланкастер и её парень за то, что были одеты в готическом стиле. Обе жертвы насилия были доставлены в больницу с многочисленными травмами. Софи впала в глубокую кому, врачам стало ясно, что она не сможет выйти из этого состояния. 24 августа семья Ланкастер дала согласие на отключение аппарата жизненного обеспечения.

## Отзывы
Многие рецензенты назвали We Are The Others лучшим альбомом группы на момент выхода. Критиками отмечалось как высокое качество записи, так и качество самого записанного материала (неоднократно заявлялось, что в альбоме нет ни одного «слабого» трека). В этом альбоме проявляются элементы готического метала. Особенно готическим звучанием отличается песня «Where Is the Blood», записанная с Бартоном С. Беллом (Fear Factory). Манера исполнения Шарлотты Весселс в песне «Milk and Honey» сравнивается с вокалом Лиззи Хэйл (Halestorm), но отмечается, что вокал Шарлотты имеет более оперное звучание.

## Список композиций
Все тексты написаны Шарлоттой Весселс, Шарлоттой Весселс/Триподом.
| №                   | Название                                    | Длительность |
| ------------------- | ------------------------------------------- | ------------ |
| 1.                  | «Mother Machine»                            | 4:34         |
| 2.                  | «Electricity»                               | 4:14         |
| 3.                  | «We Are the Others»                         | 3:17         |
| 4.                  | «Milk and Honey»                            | 4:26         |
| 5.                  | «Best Shot»                                 | 3:59         |
| 6.                  | «I Want You»                                | 4:52         |
| 7.                  | «Where Is the Blood (feat. Burton C. Bell)» | 3:16         |
| 8.                  | «Generation Me»                             | 3:43         |
| 9.                  | «Babylon»                                   | 4:06         |
| 10.                 | «Are You Done with Me»                      | 3:05         |
| 11.                 | «Get the Devil Out of Me»                   | 3:21         |
| 12.                 | «Not Enough»                                | 4:43         |
| Общая длительность: | Общая длительность:                         | 47:36        |

| №   | Название                                | Длительность |
| --- | --------------------------------------- | ------------ |
| 13. | «The Gathering (Bonus Live Track)»      |              |
| 14. | «Control the Storm (Bonus Live Track)»  |              |
| 15. | «Shattered (Bonus Live Track)»          |              |
| 16. | «Sleepwalkers Dream (Bonus Live Track)» |              |

## Позиции в чартах
| Чарт                        | Высшая позиция |
| --------------------------- | -------------- |
| Dutch Albums Chart          | 4              |
| Dutch Alternative Top 30    | 1              |
| Belgian Ultratop (Wallonia) | 99             |
| Belgian Ultratop (Flanders) | 82             |
| UK Albums Chart             | 75             |
| UK Rock Chart               | 3              |
| Swiss Albums Chart          | 43             |
| German Albums Chart         | 77             |
| French Albums Chart         | 81             |
| US Heatseekers Albums       | 23             |

## История релизов
| Страна         | Дата релиза |
| -------------- | ----------- |
| Бельгия        | 1 июня 2012 |
| Нидерланды     | 1 июня 2012 |
| Люксембург     | 1 июня 2012 |
| Германия       | 1 июня 2012 |
| Великобритания | 4 июня 2012 |
| Франция        | 4 июня 2012 |
| США            | 3 июля 2012 |

## Участники записи

### Основной состав
- Шарлотта Весселс — вокал
- Мартейн Вестерхольт — клавишные
- Тимо Сомерс — гитара
- Отто Шиммельпеннинк — бас-гитара
- Сандер Зур — ударные

### Приглашённые музыканты
- Бартон С. Белл (Fear Factory) — вокал в композиции № 7

### Производство
- Якоб Хеллнер — продюсирование
- Гленн Артур — обложка